# Pertap Malahé
Pertap Malahé (8 juli 1948) is een Surinaams-Nederlands dammer.

## Biografie
Pertap Malahé nam in de jaren 1970 deel aan verschillende kampioenschappen dammen in Suriname. In 1975 behaalde hij de tweede plaats tijdens het Surinaams Kampioenschap en werd hij derde op het toernooi dat NAKS organiseerde in het kader van het bezoek van de twee damprominenten Harm Wiersma en Aad Ivens; als eerste eindigde toen Wiersma. In de strijd om de Amerikaanse Cup in 1976 in Suriname werd hij derde. Dat jaar wist hij ook het Surinaams Kampioenschap op zijn naam te schrijven. In 1977 was hij in Nederland voor deelname aan het KSH-damtoernooi, waar hij de ranglijst met de twaalfde plaats afsloot. Zijn laatste toernooi in Suriname was het Amerdeeptoernooi waar hij de tweede plaats behaalde.
Vanaf de jaren 1980 was hij op toernooien in Europa actief, de eerste twaalf jaar in België en daarna in Nederland. Hij deed in 1981 en 1982 mee aan het Paastoernooi in Genk; als woonplaats werd tijdens deze wedstrijden Den Haag genoteerd. Hij deed vanaf 1988 viermaal mee aan de Twaalf Uren van Brussel en werd in 1988 en 1989 vijfde en derde. In 1989 was hij ook nog in de Verenigde Staten	 waar hij in een sterk deelnemersveld de elfde plaats bereikte tijdens de Goodwill Games. Hierna nam hij deel aan een groot aantal open kampioenschappen in Nederland en het buitenland, waaronder de Den Haag Open, Salou Open en Thailand Open. Tijdens de Zuid-Hollandse Provinciale Kampioenschappen van 2011 en 2015 werd hij tweede en eerste, en tijdens het Open Kampioenschap van Den Haag in 2016 tweede.

## Palmares
Hij speelde tijdens de volgende internationale kampioenschappen of bereikte bij de andere wedstrijden de eerste drie plaatsen:
| Jaar | plaats | kampioenschap                             |
| ---- | ------ | ----------------------------------------- |
| 1975 | Zilver | Surinaams Kampioenschap                   |
| 1976 | Goud   | Surinaams Kampioenschap                   |
| 1976 | Brons  | Amerikaanse Cup, Suriname                 |
| 1977 | 12e    | KSH-damtoernooi                           |
| 1988 | 5e     | Twaalf Uren van Brussel                   |
| 1989 | 3e     | Twaalf Uren van Brussel                   |
| 1989 | 11e    | Goodwill Games USA                        |
| 2005 | 4e     | Thailand Open                             |
| 2006 | 12e    | Thailand Open                             |
| 2011 | 2e     | Provinciale Kampioenschappen Zuid-Holland |
| 2015 | 1e     | Provinciale Kampioenschappen Zuid-Holland |
| 2016 | 2e     | Open Kampioenschap van Den Haag           |
| 2018 | 13e    | Thailand Open                             |